# Гуцульщина

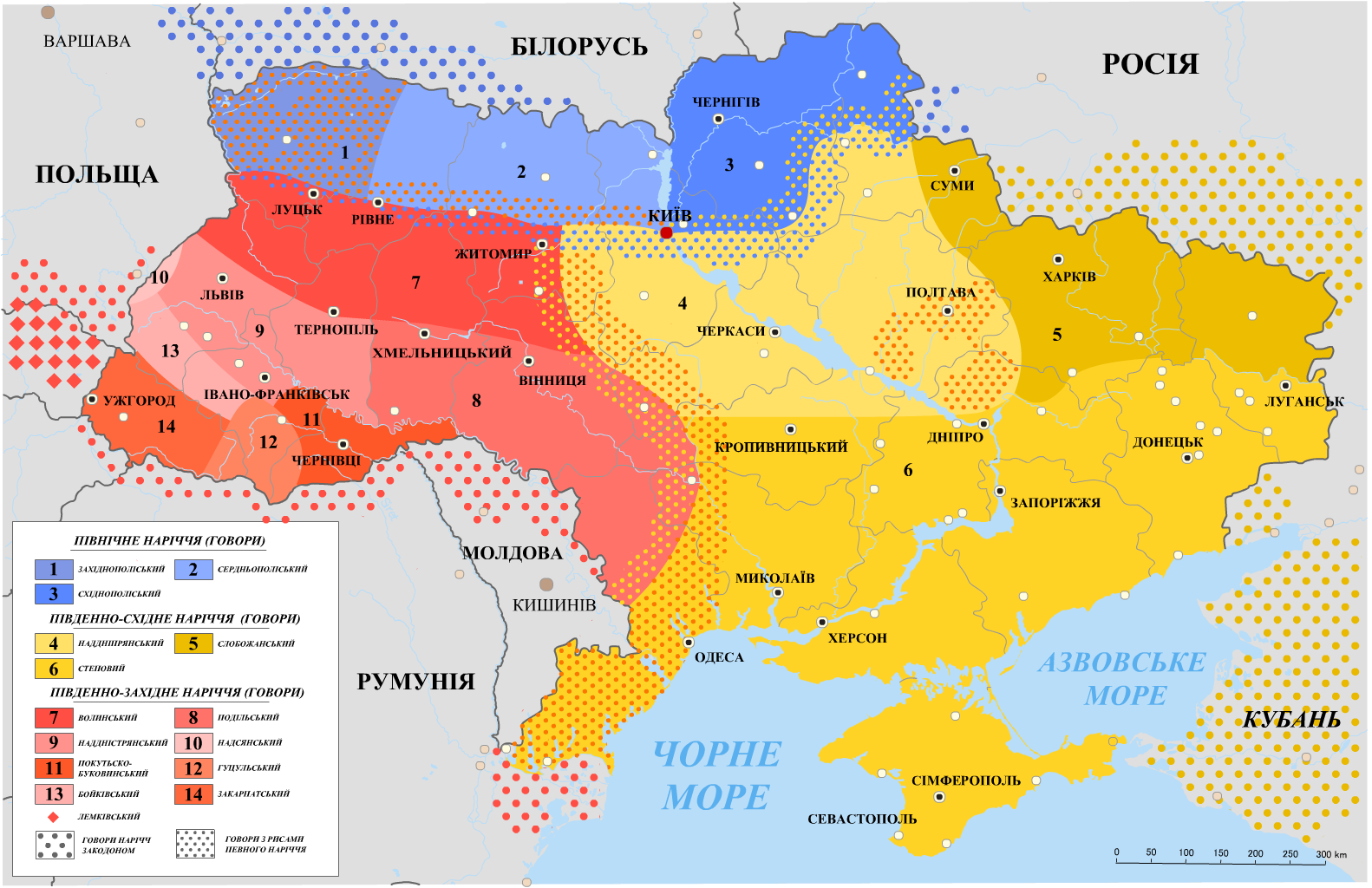
Гуцульський говір (12)

Гуцу́льщина, або Гуцу́лія (рум. Huțulșcina, пол. Huculszczyzna, словац. Huculsko) — український етнокультурний регіон, край українських верховинців — гуцулів, який розташований у Західній частині України.

## Розташування
Гуцульщина розташована в південно-східній частині Українських Карпат на частинах історичних територій Мармарощини, Покуття та Буковини, в сточищі річок Прута з Черемошем і Серетом, горішньої Сучави, горішньої Надвірнянської Бистриці та горішньої Тиси.
Південні та північні межі Гуцульщини утворюють перші вищі хребти й різко звужені долини річок. Південна межа проходить вододільними хребтами Горганів, через Свидовець, Гуцульські Альпи і північні схили Чивчинських гір; північна етнографічна межа пролягає лінією Зелена — Делятин — Яблунів — Пістинь — Косів — Кути (Косівський район) — Вижниця, іноді межі Гуцульщини ширять аж до Коломиї, Надвірної, Солотвина й Старої Гути; на південному заході гуцули заселяють усю долину Тиси на північ та південь від Рахова; східна межа Гуцульщини — лінія Вижниця — Берегомет — Мигове — Банилів-Підгірний. Частина Гуцульщини залишилась в теперішній румунській частині Мармарощини та південній Буковині.

## Історія
Гуцульщина до 1770 р. входила до складу Османської імперії, Молдавського князівства, Речі Посполитої, Угорського королівства; згодом до Австрійської імперії (Австро-Угорщини); у 1920—1939 роках — до Румунського королівства, Польської республіки й Першої Чехословацької Республіки. Попри штучне адміністративне управління, гуцули віками творили старозвичаєві порядки, гірські умови, побут, волоське пастуше право, полонинське тваринництво, спільну матеріальну й духовну культуру, говірки. Взаємообмінові поміж гуцулами сприяло розташування у глибині гір, далеко від шляхів сполучення. Тепер уся Гуцульщина, за винятком 8 сіл на румунській Буковині та кількох сіл на Мармарощині, знаходиться в Україні.
Перші історичні відомості про Гуцульщину з'явилися в польських джерелах XIV — початку XV століть; у 1424 році — перша згадка про Жаб'є; історичні дані про населення скупі, очевидно, на Гуцульщині довго не було панщини, тільки оплата грішми й натурою для відкупу від сусідніх володарів.
У середині XVII — XVIII століть на всій Гуцульщині діяли ватаги опришків (найвідоміший з них Олекса Довбуш); супроти панщини були скеровані повстання 1840 років, які очолив на буковинській Гуцульщині Лук'ян Кобилиця.
1913 року стараннями товариства «Сільський господар» у Львові, заснований «Комітет рятункової Гуцульщини» в Кутах, у зв'язку з неврожаєм та великою осінньою повінню попереднього 1912 року і голодом. Комітет збирав пожертви, подавав прохання, клопотався для здобуття грошової помочі або роботи нужденним.
Найважливішими виявами національно-громадського життя Гуцульщини були організація Української радикальної партії на початку XX століття й Січі Кирила Трильовського, бої Українських Січових Стрільців 1914—1915 рр., активна участь у визвольних змаганнях 1918—1920 рр. У 1918—1919 роках, трохи більше ніж пів року, у центральній частині Мармарощини існувала Гуцульська Республіка, яка згодом була окупована румунськими військами в ході румуно-угорської війни за Семигород.

## Культура

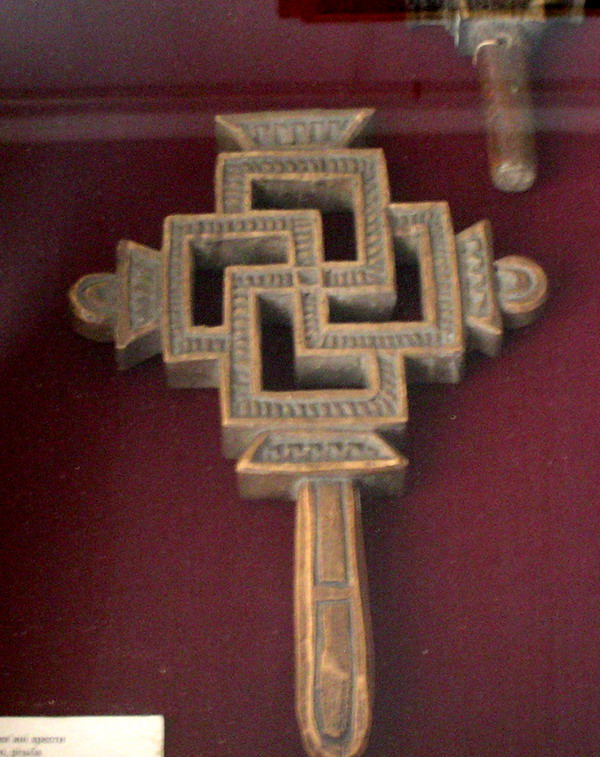
Ручний дерев'яний хрест у формі свастики. (Покуття або Гуцульщина. Кінець XIX — початок XX століття. Коломийський музей народного мистецтва Гуцульщини і Покуття ім. Й.Кобринського.)

На Гуцульщині створений особливий стиль народного іконопису. Ікони писалися на смерекових дошках, які для захисту від жуків-короїдів покривали часниковим соком. Фігури святих переважно вертикальні, але динамічні; обличчя в основному білого кольору, очі промальовані через усе обличчя. Велика збірка гуцульських домашніх образів XVIII—XIX ст. знаходиться в фондах і експозиції Музею української домашньої ікони в історико-культурному комплексі «Замок Радомисль».
Своєрідним явищем був організований 1911 р. Гнатом Хоткевичем аматорський народний Гуцульський театр (режисери Олекса Ремез, Лесь Курбас), де селяни грали п'єси гуцульським говором.